# Курлятев-Оболенский, Юрий Константинович
Юрий Константинович Курлятев-Оболенский — князь, воевода во времена правления Ивана IV Васильевича Грозного.
Сын князя и боярина Константина Ивановича Курлятева-Оболенского.

## Биография
Подписался на поручной записи, в 150 рублях, по тем боярам, который ручались за князя Михаила Ивановича Воротынского (12 апреля 1566). Воевода в Данкове (1572), идёт к Серпухову на воссоединение с Большим полком князя Михаила Ивановича Воротынского. Участник битвы при Молодях. Первый воевода правой руки во время похода на горную и луговую черемису (1573). Первый воевода в Смоленске (1574 и 1576). 